# Abu Bakar av Johor
Abu Bakar av Johor, död 1895, var en malajisk monark. Han var regerande sultan av Johor i nuvarande Malaysia mellan 1886 och 1895. 
Han har kallats det moderna Johors fader, eftersom han iscensatte ett omfattande moderniseringsprogram.